# William Gilpin

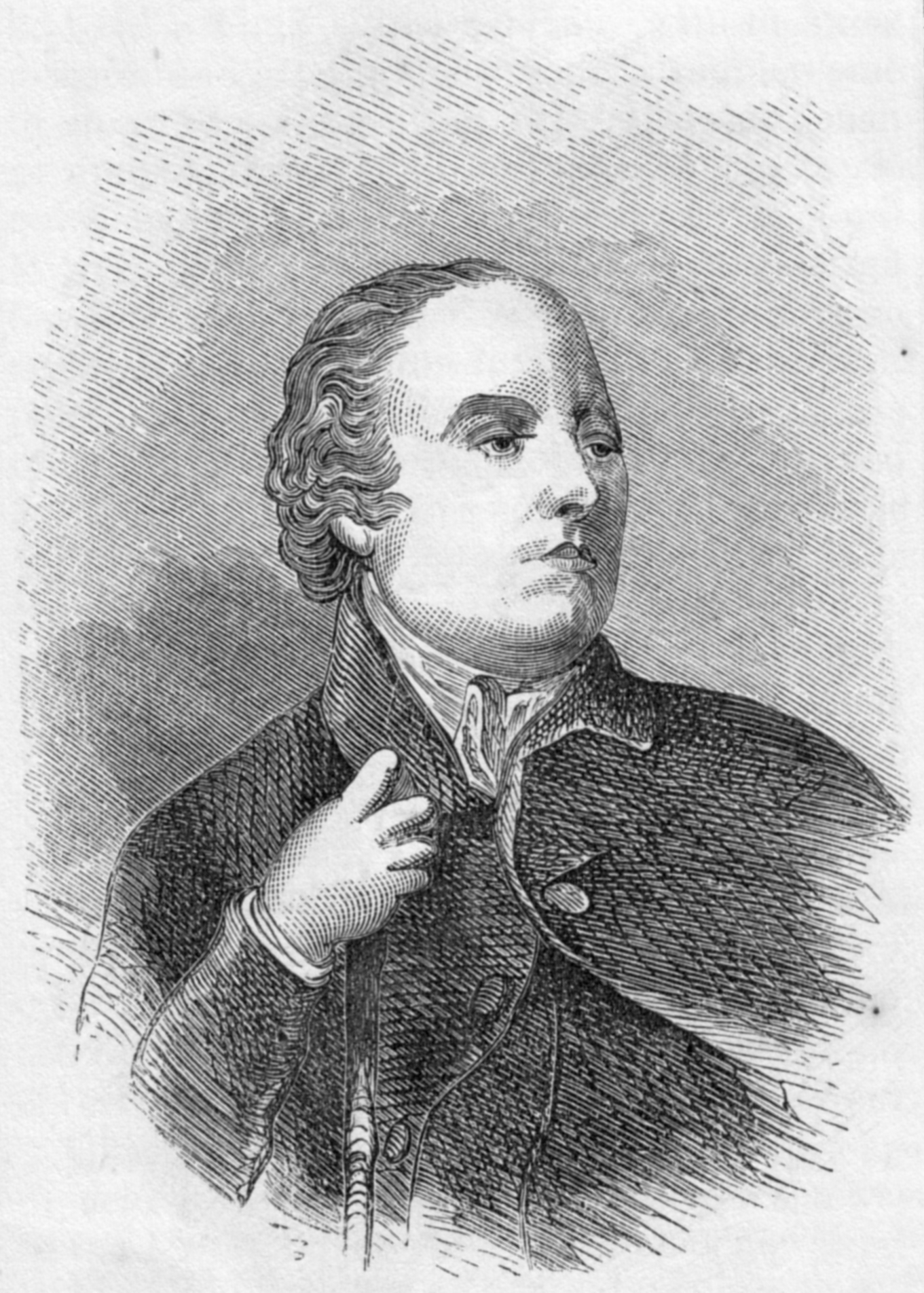
William Gilpin, gravure uit 1869

William Gilpin (Scaleby Castle, Scaleby, nabij Carlisle, Cumbria, 4 juni 1724 – 1804) was een Engels geestelijke, leraar en schrijver.
Gilpin reisde veel door Engeland, steeds op zoek naar het 'pittoreske' in het landschap, en schreef daar vervolgens over. Hij illustreerde zijn werk ook zelf. In zijn tijd was hij beroemd genoeg om het onderwerp van spot te worden door de satiricus William Combe (Tour of Dr Syntax in Search of the Picturesque, 1809) en de karikaturist Thomas Rowlandson.

## Werk
- The Wye and South Wales, 1782
- The Lakes, 1789
- Forest Scenery, 1791
- The West of England and the Isle of Wight, 1798
- The Highlands, 1800